# Gmina Księżpol
Die Gmina Księżpol ist eine Landgemeinde im Powiat Biłgorajski der Woiwodschaft Lublin in Polen. Ihr Sitz ist das gleichnamige Dorf mit etwa 1150 Einwohnern.

## Gliederung
Zur Landgemeinde Księżpol gehören folgende 16 Ortschaften mit einem Schulzenamt:
Borki
Budzyń
Korchów Drugi
Korchów Pierwszy
Księżpol
Markowicze
Nowy Lipowiec
Majdan Nowy
Majdan Stary
Przymiarki
Płusy
Rakówka
Rogale
Stary Lipowiec
Zanie
Zawadka
Zynie
Weitere Orte der Gemeinde sind Bukowiec, Cegielnia-Markowicze, Gliny, Kamionka, Pawlichy, Kuchy-Kolonia, Kulasze, Marianka, Stare Króle und Telikały.